# Bürkert
Bürkert – producent urządzeń technologii pomiarowej oraz sterującej dla cieczy i gazów.

## Historia
Przedsiębiorstwo zostało założone w 1946 roku przez Christiana Bürkerta, zaczynając od produkcji regulatorów temperatury dla aparatów wylęgowych, płyt grzejnych pod nogi i pieców kuchennych. W miarę upływu czasu coraz większą uwagę skupiono na technice zaworów. Przedsiębiorstwo podjęło działalność w zakresie produkcji zaworów elektromagnetycznych.

## Działalność
Bürkert jest producentem:
- elementów i systemów sterujących przepływem cieczy oraz gazów (zawory elektromagnetyczne, zawory sterowane pneumatycznie),
- urządzeń pomiarowych dla cieczy i gazów (badanie własności fizykochemicznych, przepływu oraz poziomu).

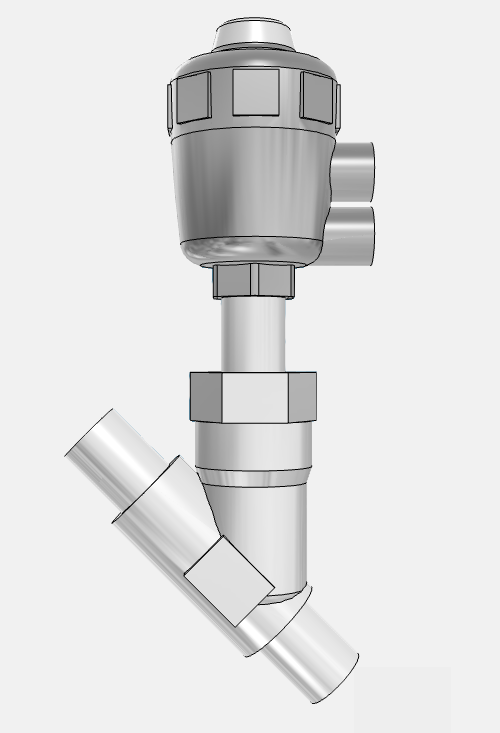
Zawór sterowany pneumatycznie typu 2000
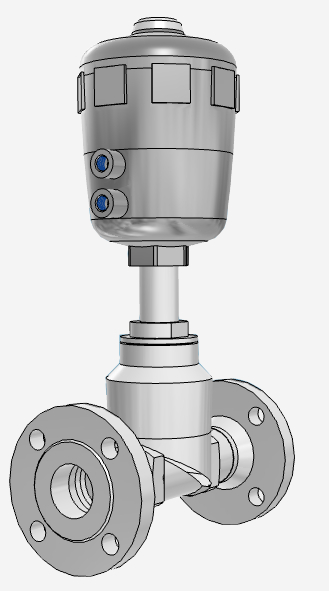
Zawór sterowany pneumatycznie typu 2012
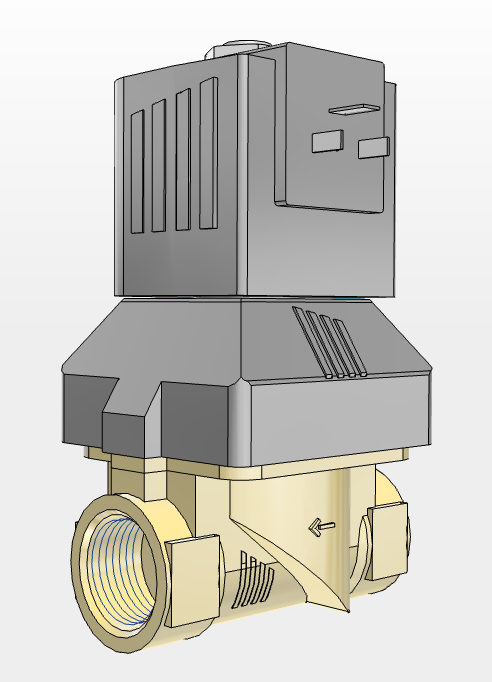
Zawór elektromagnetyczny typu 6213
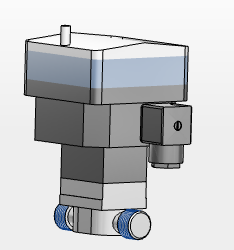
Przepływomierz typu 8035

Obecnie poza główną siedzibą w Ingelfingen Bürkert posiada zakłady produkcyjne w Criesbach, Gerabronn i Öhringen i w Triembach-au-Val w Alzacji. Na świecie firma jest reprezentowana przez 36 zależnych spółek. Bürkert zatrudnia 2500 pracowników, w tym 1600 w Niemczech (2016), obroty przedsiębiorstwa sięgają 455 mln. EUR, wskaźnik eksportu wynosi 72,1%, stopa inwestycji to 11,7% (2016).

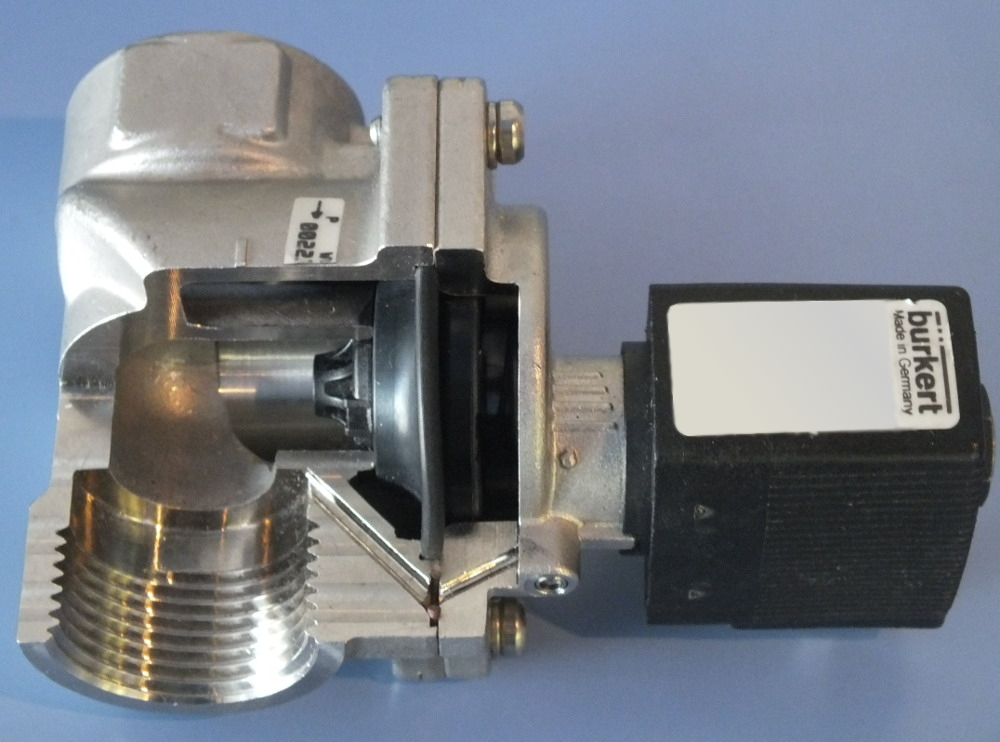
Zawór serwowspomagany Burkert typu 6281
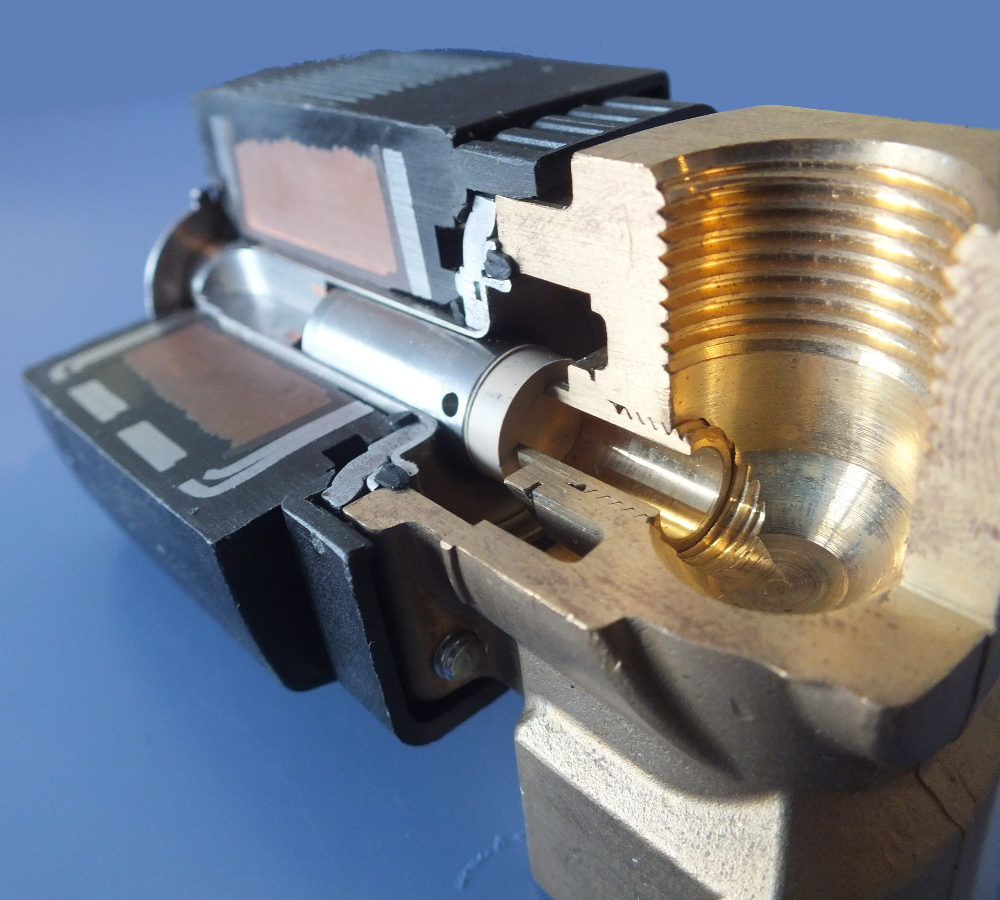
Zawór bezpośredniego działania Burkert typu 6013
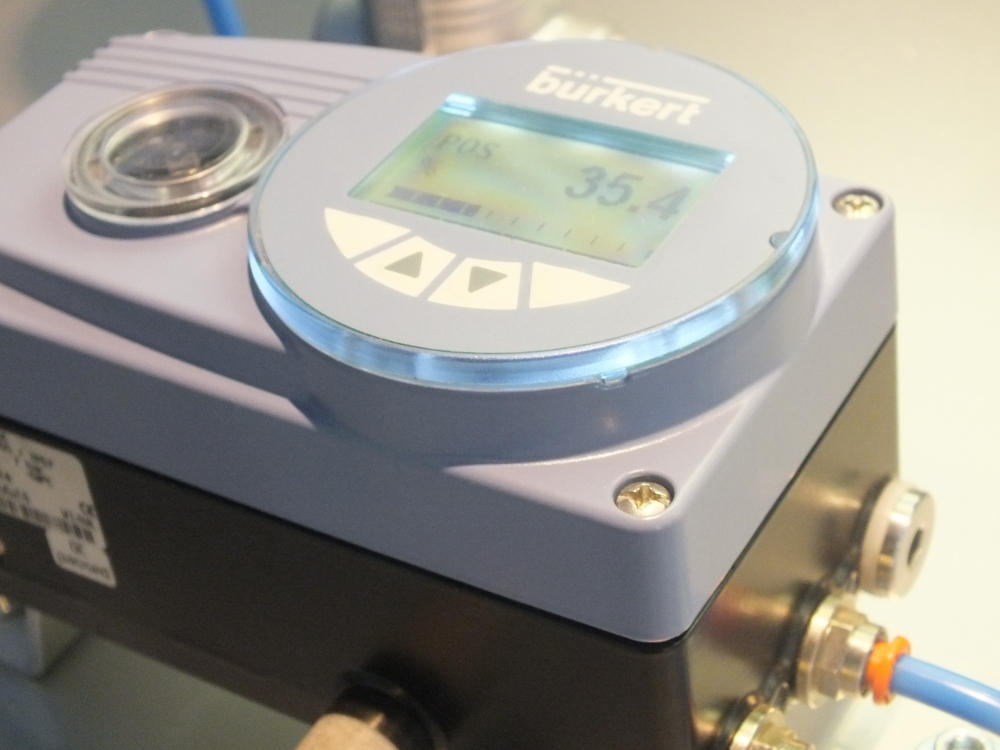
Ustawnik pozycyjny Burkert typu 8792
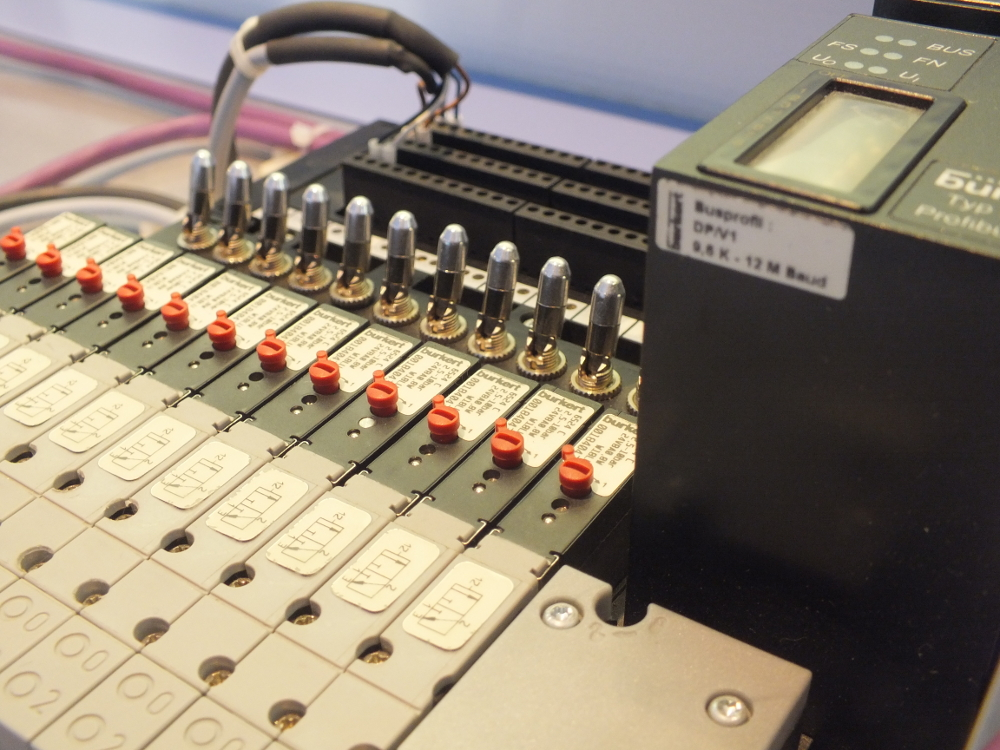
Wyspa zaworowa Burkert typu 8640

## Segmenty
- Woda
- Gaz
- Higiena
- Mikroprzepływ